# Eliza de Feuillide
Pour les articles homonymes, voir Hancock et Austen.
Pour les autres membres de la famille, voir Famille Capot de Feuillide.
Eliza Hancock, devenue Eliza de Feuillide après son premier mariage, puis Eliza Austen après son second mariage, née le 22 décembre 1761 à Calcutta et morte le 25 avril 1813, est la cousine germaine de la romancière anglaise Jane Austen.
Née aux Indes, elle arrive en Angleterre en 1765 avec ses parents, pour s'installer ensuite en France en 1779, où elle épouse Jean-François Capot de Feuillide en 1781. Elle rentre avec sa mère en Angleterre de façon définitive en 1790, après le début de la Révolution française, au cours de laquelle son mari est guillotiné en 1794.
Henry Austen courtise alors Eliza, qu'il épouse le 31 décembre 1797, et avec qui il n'a pas d'enfant. Le fils du précédent mariage d'Eliza, Hastings, meurt en 1801. Eliza meurt elle-même en avril 1813, avec Jane Austen à ses côtés.
Eliza de Feuillide est très présente dans les œuvres de Jane Austen, dont elle a sans doute inspiré plusieurs personnages, en particulier Lady Susan (le personnage central du roman épistolaire Lady Susan) et Mary Crawford, dans Mansfield Park. Enfin, la préservation d'une partie de la correspondance d'Eliza Hancock constitue une source précieuse, longtemps ignorée, sur Jane Austen et sa famille.

## Biographie

### Origine familiale

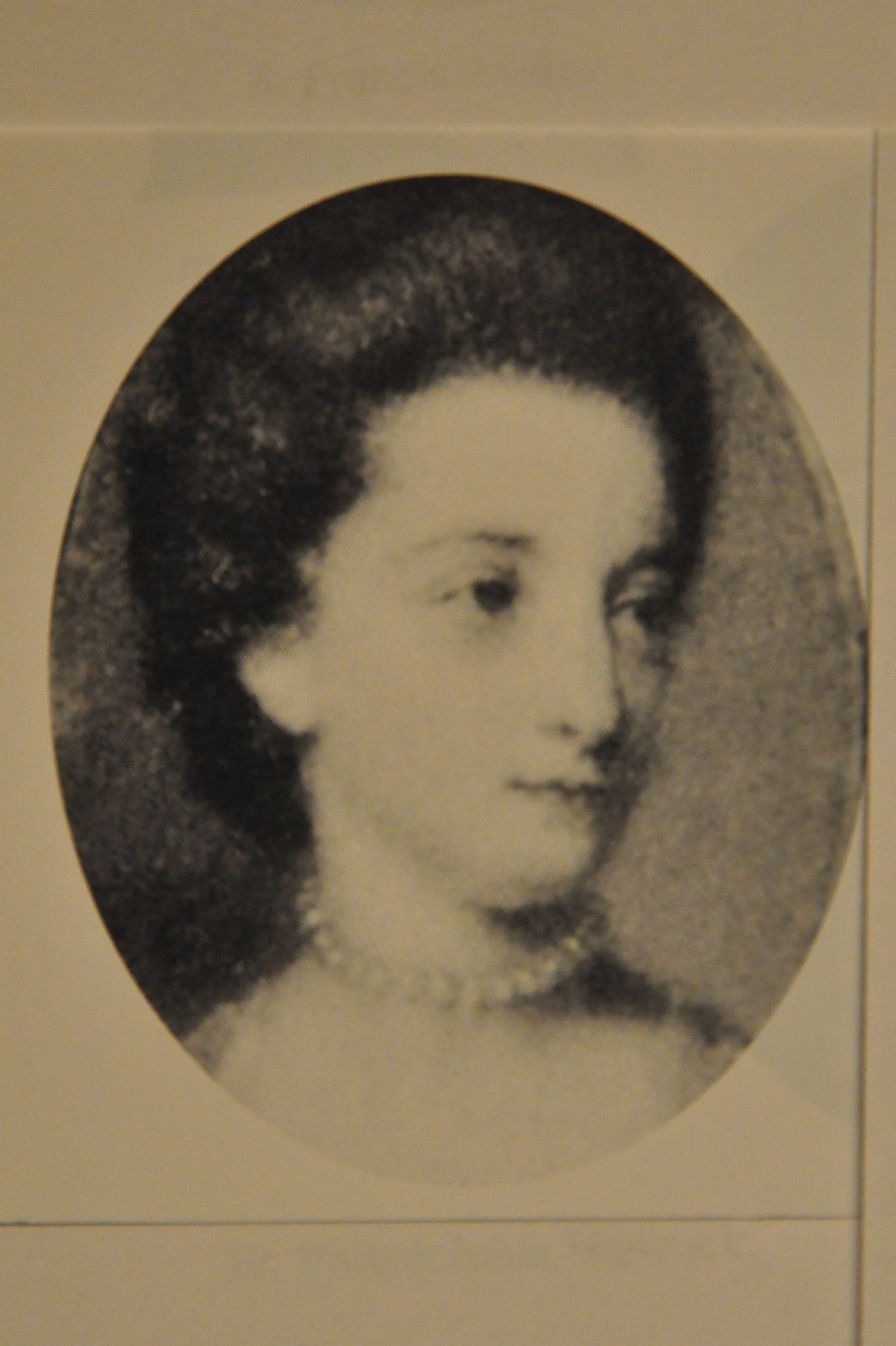
Portrait de Philadelphia Hancock.

Eliza Hancock est la fille de Tysoe Saul Hancock et de son épouse Philadelphia, sœur de George Austen, le père de Jane Austen.
George et Philadelphia Austen sont eux-mêmes les enfants de William Austen (1701-1737) et de Rebecca Walter, née Hampson. Celle-ci a d'un premier mariage avec William Walter un fils, W. Hampson Walter (1721-1798), qui épouse Susanna Weaver, dont il a cinq enfants.
L'un de ces cinq enfants est une fille, Philly Walter, dont l'amitié épistolaire avec sa cousine Eliza Hancock est une source d'information précieuse sur Jane Austen et sa famille.
Tysoe Hancock, de son côté, est lui-même originaire du Kent où il est né en décembre 1723. Fils du Révérend Thomas Saul Hancock, curé du village de Hollingbourne, il part aux Indes en 1745, après des études de médecine à Londres ; là, il entre rapidement au service de la HEIC, la Compagnie anglaise des Indes orientales (The Honourable East India Company). C'est par son chargé d'affaires en Angleterre, Francis Austen, l'oncle de Philadelphia Austen, que s'établit le projet de mariage avec celle-ci. Tysoe Hancock est un homme de tempérament mélancolique, sans doute dû à ses constants problèmes de santé, ce qui ne l'empêche pas de se montrer un mari et un père attentionné tout au long de sa vie.

### Naissance aux Indes

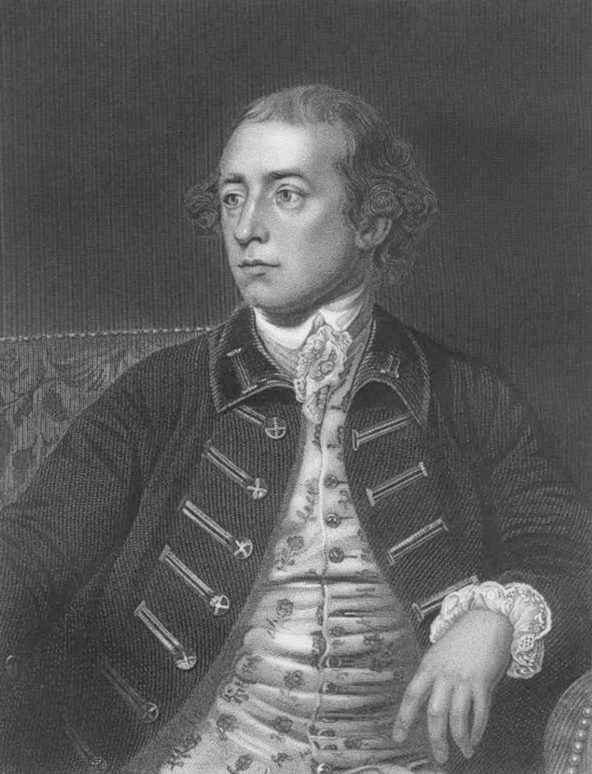
Gravure représentant Warren Hastings, parrain d'Eliza Hancock, d'après un tableau de Joshua Reynolds.

Eliza Hancock, cousine germaine de Jane Austen, est née le 22 décembre 1761, aux Indes, à Calcutta. Baptisée Elizabeth en souvenir de la fille de Warren et Mary Hastings, morte quelques semaines après sa naissance, Eliza a d'ailleurs Warren Hastings pour parrain.
Sans que Tysoe Hancock puisse passer pour fortuné, la vie aux Indes permet à sa famille de vivre sur un très grand train, contrastant avec la quasi-misère qui avait été le lot de Philadelphia Austen en Angleterre : celle-ci, vêtue désormais de soie et de mousseline indienne, est désormais à la tête d'une maisonnée comptant trente ou quarante serviteurs, Indiens et Portugais, et a quatre femmes de chambre à son service personnel.
Warren Hastings, qui deviendra plus tard le premier gouverneur général de l'Inde britannique, de 1774 à 1785, est un personnage très important, dont on a pu penser - très probablement à tort - qu'il était peut-être le père naturel d'Eliza, sur la foi d'une lettre de Lord Clive à Lady Clive,. De fait, Warren Hastings suit de très près la vie d'Eliza, lui offrant cadeaux et argent, et allant jusqu'à apprendre lui-même la guitare pour l'amuser.
De nombreuses raisons s'opposent cependant à cette supposée paternité, comme le souligne Deirdre Le Faye, l'une des grandes spécialistes à la fois de Jane Austen et d'Eliza Hancock. Ainsi, la lettre de Lord Clive à sa femme trouve sa source dans les calomnies de Mrs Jenny Strachey, une femme médisante, dont Tysoe Hancock déplore alors l'ingratitude et en qui il voyait, à juste titre, la raison de la froideur de Lady Clive envers sa femme Philadelphia.
Si l'affection de Tysoe Hancock envers elle et leur fille, qu'il surnomme « Betsy », ne se dément jamais jusqu'à sa mort, il semble que de son côté son épouse ait eu pour lui un sincère attachement. Quant à Warren Hastings lui-même, rien, ni dans son journal ni dans aucun des papiers qu'on a retrouvés de lui ne suggère qu'Eliza ait pu être sa fille ; au contraire, lorsqu'il se remarie en 1777, il accorde beaucoup plus d'attention aux fils et aux nièces qu'a déjà son épouse qu'il n'en a jamais accordé à Eliza.
Enfin, les 10 000 livres qu'il place en 1775 au bénéfice d'Eliza ont été mises en avant par certains biographes de Jane Austen pour appuyer l'idée qu'il était bien le père d'Eliza ; or ce don généreux a été fait en réalité pour rassurer son vieil ami Tysoe Hancock, très malade (puisqu'il meurt la même année) et très inquiet pour l'avenir de sa femme et sa fille, tout en assurant sa sécurité financière grâce aux intérêts de ce placement. La prodigalité de Warren Hastings envers ses proches, que certains qualifient alors de « générosité blâmable » et qui dévorait sa fortune aussi vite qu'il la gagnait, est d'ailleurs connue.

### Première arrivée en Angleterre (1765 - 1777)

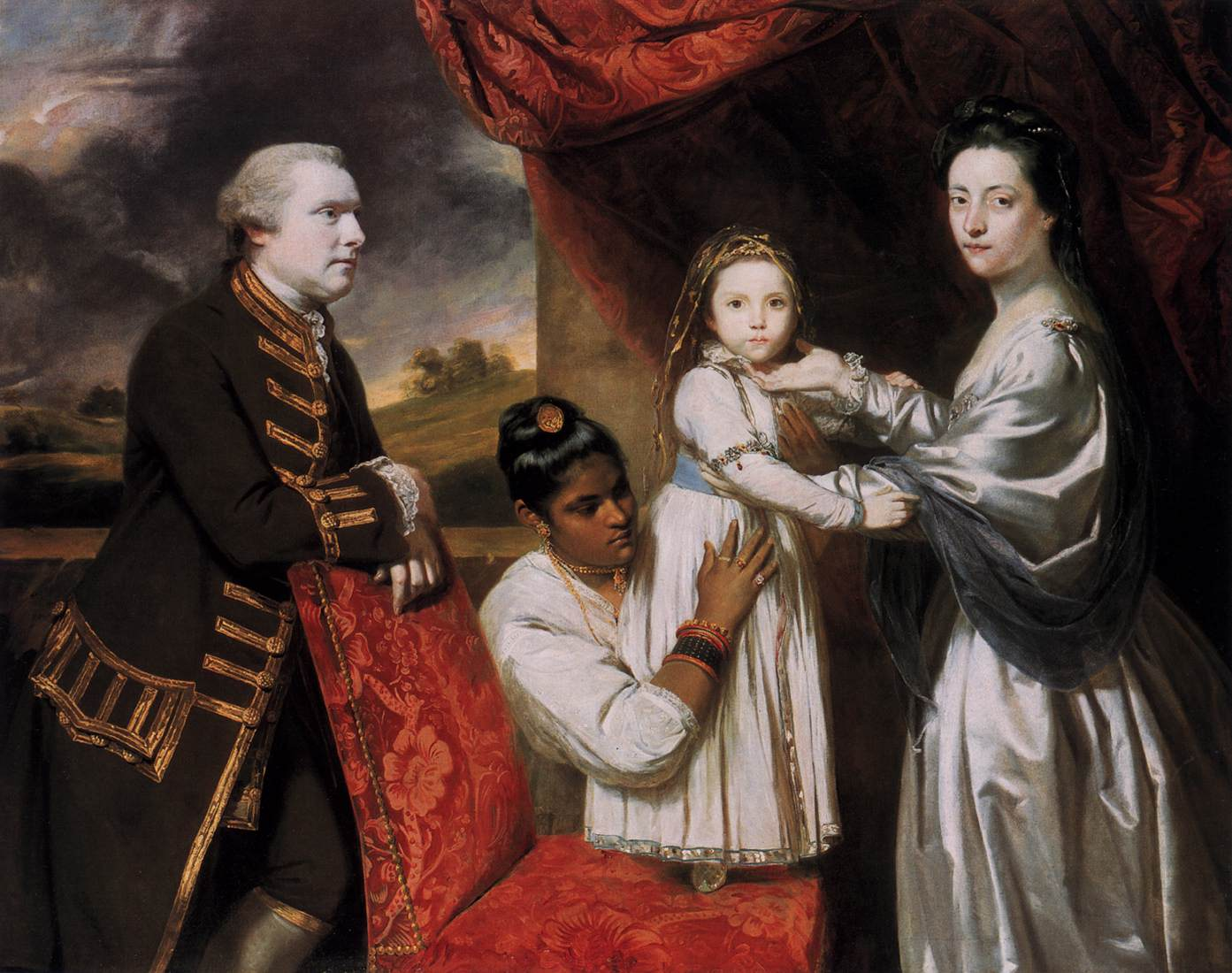
Eliza de Feuillide entourée de ses parents, Philadelphia et Tysoe Hancock, ainsi que de leur servante indienne Clarinda.
Tableau de Joshua Reynolds, peint en 1765 - Gemäldegalerie (Berlin).

En janvier 1765, les parents d'Eliza quittent les Indes pour l'Angleterre avec elle, accompagnés par Warren Hastings ; elle ne reverra plus jamais les Indes. Arrivés à bon port en juin 1765, ils s'installent à Londres, où ils font connaissance avec M. et Mme John Woodman, le beau-frère et la sœur de Warren Hastings. Les Hancock deviennent alors si amis avec la famille Woodman qu'ils semblent avoir espéré voir un jour Betsy épouser leur fils Tommy, du même âge. Ce n'est qu'après le départ de la famille Hancock et de Warren Hastings que Mme Jenny Strachey — l'épouse du secrétaire de Robert Clive — lance ses calomnies contre le trio.
Trois ans plus tard, en 1768, Tysoe Hancock et Warren Hastings doivent retourner aux Indes, poussés par le manque d'argent lié à l'échec de leurs investissements là-bas. À ce souci s'ajoute pour le père d'Eliza l'importance des dépenses auxquelles il doit faire face pour permettre à sa femme et à sa fille une vie confortable malgré le coût de la vie en Angleterre, qui correspondent à la somme considérable de 1 500 livres par an.
Lors de ce premier séjour d'Eliza Hancock en Angleterre, sa mère passe l'hiver à Londres, mais profite de l'été pour rendre visite aux deux branches de sa famille : son frère George Austen et les siens, à Steventon, dans le Hampshire, et son demi-frère William Hampson Walter, à Sevenoaks, dans le Kent, où il demeure avec ses nombreux enfants.
Jusqu'à sa mort à Calcutta en novembre 1775, Tysoe Hancock écrit régulièrement à sa femme et à sa fille, malgré l'éloignement qui ne permet aux lettres d'arriver à leur destination que six mois plus tard. Il insiste régulièrement sur l'instruction à donner à Eliza, sur ses accomplishments (écriture, français, musique, arithmétique, équitation...). Malgré ses soucis financiers, il recommande à son épouse de n'épargner aucune dépense pour qu'elle ait les meilleurs professeurs, le meilleur poney (il souhaite qu'elle devienne une cavalière intrépide), le meilleur clavecin (il recommande à Philadelphia l'achat d'un clavecin de chez Kirkman)... Il manifeste également fréquemment son inquiétude d'être oublié par sa chère petite Betsy.

### Arrivée en France et mariage français (1777 - 1786)
Après la mort de Tysoe Hancock en 1775, et une fois clarifiée sa situation financière, Philadelphia Hancock constate qu'elle dispose d'un revenu annuel de 600 livres, provenant pour la plus grande part des intérêts rapportés par le placement de 10 000 livres effectué par Warren Hastings pour assurer l'avenir de la femme et de la fille de son ami. Cette somme lui paraissant trop faible pour faire face au coût de la vie à Londres, elle décide de partir vivre sur le continent, où le coût de la vie est alors moindre ; ce faisant, elle y voit également l'occasion de respecter le souhait de son mari, qui désirait qu'Eliza acquière une bonne connaissance du français.
La mère et la fille, accompagnées de Clarinda, leur fidèle servante, partent vers la fin de 1777 et se rendent tout d'abord en Allemagne, puis en Belgique, pour atteindre Bruxelles en 1778, et enfin Paris à l'été 1779. La « longue et dangereuse » maladie qui frappe alors Clarinda (un simple panaris qui dégénère en infection généralisée) les amène à y demeurer plus longtemps que prévu (lettre d'Eliza Hancock à Philly Walter du 16 mai 1780).
Eliza y fréquente la haute société, ce qui lui permet de rencontrer Jean-François Capot de Feuillide, gentilhomme de la province d'Armagnac, capitaine au régiment des dragons de la reine qui revendique le titre de comte. À l'été 1781, ils sont fiancés, comme l'atteste la lettre de M. Woodman à Warren Hastings du 7 août, par laquelle il l'informe du grand souci que ce projet de mariage cause à M. Austen, dont il dit qu'il va mener sa sœur Philadelphia et sa nièce à l'abandon « de tous leurs amis, de leur pays, et - craint-il - de leur religion ». Elle l'épouse la même année ; la date précise du mariage est inconnue, mais comprise entre le mois d'août et le mois de décembre 1781.
Le 7 mai 1784, Eliza de Feuillide annonce à sa cousine Philly qu'elle va partir à la fin du mois pour la Guyenne (un long voyage de quelque 650 miles) pour y découvrir la famille et les domaines du comte. Elle ajoute que l'idée de cette « excursion » plait à son « esprit vagabond » (wandering spirit).
Arrivée en Guyenne, le comte de Feuillide, qui avait obtenu en 1782 une licence royale pour mettre en valeur 5 000 acres de terrain marécageux près de Nérac, se lance dans des travaux très importants pour réhabiliter cette étendue, justement appelée Le Marais,.
Après la mort de sa mère survenue en juin 1785, qui l'affecte profondément, le comte quitte avec son épouse son petit château de Jourdan, dans le village de Sainte-Meille, près de Gabarret, pour aller prendre les eaux à « Bagnères », au pied des Pyrénées.
A compléter
Il est frappé d'une « fièvre intermittente » qui le rend très malade.

### Visites familiales en Angleterre (1786 - 1788)
Eliza de Feuillide et sa mère quittent la Guyenne vers la fin du mois de mai 1786, pour gagner l'Angleterre. Eliza de Feuillide, qui à mi-janvier, se croyait enceinte de deux mois seulement, se trouve donner naissance en juin, à Calais, à son seul enfant, Hastings-François-Louis-Eugène. S'est-elle trompée dans ses calculs ? Hastings est-il un enfant prématuré ? Quoi qu'il en soit, l'évènement n'empêche pas Eliza et sa mère de continuer rapidement vers l'Angleterre.
Eliza et sa mère s'installent à Londres, dans une belle maison d'Orchard Street. Elles entament alors une série de visites, amicales ou familiales. Elles se rendent tout d'abord au mois d'août 1786 voir Warren Hastings et sa femme, dans le Berkshire, près de Windsor. Puis elles vont dans le Surrey au mois d'octobre chez les Woodman. Elles sont rentrées à Londres au mois de décembre, et partent dans le Hampshire passer Noël à Steventon, chez les Austen,.
Depuis 1782, les Austen prenaient plaisir à organiser des pièces de théâtre amateur, auxquelles participaient les membres de la famille. L'arrivée d'Eliza relance ces spectacles, car, douée d'un certain talent d'actrice, elle tient les principaux rôles féminins dans deux pièces, The Wonder — a woman keeps a secret (Quelle merveille ! Une femme qui garde un secret) de Mme Susannah Centlivre, et The Chances (en) (Le Hasard), comédie de John Fletcher.
La petite troupe, formée des membres de la famille Austen et de quelques voisins, se produit dans la grange l'été, et dans la maison pour les spectacles de Noël.
Eliza ne dédaigne pas de flirter avec ses cousins Henry (qui l'épousera après la mort du comte de Feuillide) et James, l'aîné des Austen. Jane Austen, qui n'a que onze ans, est conquise par le talent et l'exotisme de sa cousine « française », qu'elle appelle « my very pleasure-loving cousin » (« ma cousine si amoureuse du plaisir ») et qu'elle met en scène dans ses Juvenilia, dont elle commence la rédaction en 1787.
Ce n'est qu'à l'été 1787 que Eliza de Feuillide et Philly Walter se retrouvent enfin, à Tunbridge Wells, une ville d'eau bien connue alors. Là, Philly Walter est entraînée par sa cousine dans un tourbillon de visites, de spectacles, de bals qui l'étourdit. Elle parle ainsi dans une de ses lettres du bal où elle se rend avec la comtesse de Feuillide, aux Assembly Rooms de Tunbridge Wells et où elle danse sur The Baker's Wife, nom anglais de la chanson française un peu équivoque La Boulangère a des écus, fort appréciée alors puisque Jane Austen danse elle-même sur cet air en 1796, et qu'elle est évoquée au chapitre III de Pride and Prejudice, lors du premier bal, à Meryton.
C'est un peu plus tard que Philly Walter rencontre pour la première fois ses deux cousines Austen, Cassandra et Jane, alors âgées respectivement de quinze ans et de douze ans et demi. Si elle ne peut s'empêcher (malgré sa modestie, car on trouve généralement que les deux cousines se ressemblent de façon frappante) de trouver Cassandra très jolie (I can't help thinking her very pretty), elle est en revanche plus critique à l'égard de Jane Austen, qu'elle trouve « ressembler beaucoup à son frère Henry, pas du tout jolie et très guindée, bien différente d'une enfant de douze ans » (« very like her brother Henry, not at all pretty & very prim, unlike a girl of twelve »). Elle ajoute cependant aussitôt « mais c'est là un jugement hâtif pour lequel vous allez me gronder ».

### Voyage en France (automne 1788 - 1790)
Eliza et sa mère regagnent ensuite toutes deux la France, sans doute à l'automne de 1788, et passent l'hiver à Paris.

### Retour définitif en Angleterre
Eliza s'occupe de son fils et de sa mère, jusqu'à la mort de celle-ci en février 1792. Elle se rapproche alors de plus en plus des Austen et, en particulier, de Jane et de Henry, avec lequel elle renoue dès 1792.
Le 22 février 1794, le mari d'Eliza est guillotiné pour avoir tenté de suborner un témoin lors du procès d'un aristocrate de ses amis accusé de faire partie de la conspiration contre la République, (conspiration dite de Marbœuf,).
À partir de 1795, Henry se livre à une cour en règle à l'égard d'Eliza, qu'il épouse le 31 décembre 1797. Le fils d'Eliza, Hastings, meurt en 1801, à l'âge de 15 ans ; elle-même n'aura pas d'enfant avec Henry. Elle meurt dans la nuit du 24 au 25 avril 1813, à la suite d'une « longue et terrible maladie » ; Jane Austen l'a assistée tout au long de ses derniers jours. Eliza est enterrée à Hampstead, dans la même tombe que sa mère et son fils.

## Personnalité
La personnalité d'Eliza de Feuillide est en particulier connue au travers des trente-deux lettres que l'on a d'elle à sa cousine Philadelphia (Phylly) Walter, entre mai 1780 et octobre 1801.
Cette correspondance, et la personnalité qu'elle permet de faire apparaître, a été abondamment analysée, car elle permet de mieux comprendre l'importance d'Eliza de Feuillide tant à l'égard de Jane Austen que pour ce qui est de ses œuvres.

### Apparence physique
On sait relativement peu de choses de l'apparence physique d'Eliza de Feuillide.
Comme sa mère, elle est extrêmement mince, d'une minceur confinant à la maigreur.
Les portraits que l'on connait d'elle la montrent avec de grands yeux sombres en amande, une expression un peu rêveuse qui contraste avec sa perpétuelle activité, un visage piquant, la joliesse gracieuse d'un elfe et un nez mutin. Ses longs cheveux coiffés en arrière peuvent être retenus par un ruban, comme c'est le cas sur l'un de ses portraits.
Lors de sa visite à Steventon à l'hiver de 1786, sa tante, Mme George Austen, la trouve « pleine de vie » (quite lively), alors qu'elle en avait gardé le souvenir d'une petite fille « trop sérieuse » (too grave).
Naturellement brune de teint, comme elle le remarque elle-même, elle gagne un hâle marqué, mais « tout à fait tolérable », lors de son exposition prolongée au soleil de Guyenne.
Comme sa mère peut-être, elle connaît plusieurs fausses couches (on lui en connaît au moins deux), et elles n'ont chacune qu'un enfant, différant en cela de la nature prolifique des Austen. Si elle mentionne sa bonne santé (car elle n'est que très rarement malade), elle ajoute que sa constitution est fragile et délicate, ce qui ne l'empêche pas de pratiquer l'équitation ni de mener « une vie de bâton de chaise » (a racketing life) la menant parfois fort tard dans la nuit pour profiter pleinement des bals et autres divertissements.

### Goût des mondanités

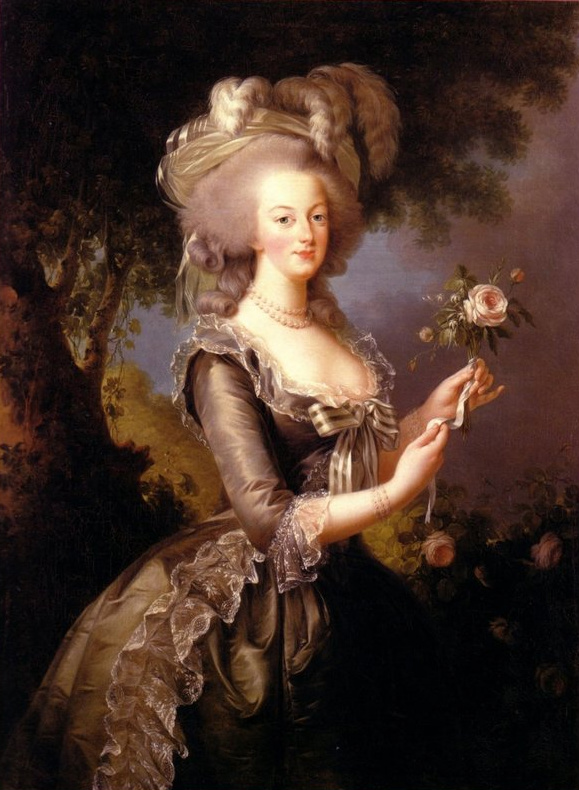
Marie-Antoinette, en 1783, peu après l'époque où Eliza Hancock en fait un portrait louangeur à Philly Walter.

Dans ces lettres, elle apparait, face à cette cousine un peu guindée (prim), comme désireuse d'éblouir, quitte à plonger dans l'emphase et l'exagération. Ainsi, elle griffone (sic) une lettre (comme elle l'écrit elle-même) à Phylly Walter, qui demeure au presbytère d'Ightham, dans le Kent, pour lui expliquer le charme de la vie à Paris, où tout est comme il faut. Et c'est, bien sûr, sur les atours de Marie-Antoinette, qu'elle voit à la cour de Versailles, qu'Eliza s'attarde le plus, n'omettant ni le bouquet de lilas qu'elle porte, ni les roses qui ornent ses cheveux, ni le collier de diamants qu'elle porte à son cou. Et elle ajoute que « [la reine] ne portait pas de gants, pour montrer je suppose ses mains et ses bras, qui étaient sans exception les plus blancs et les plus beaux que j'ai jamais contemplés. »

### Flirt
Elle y apparait aussi comme ayant un goût immodéré pour le flirt, non sans un certain côté calculateur, qui a permis à Mlle C. L. Thomson de voir en elle l'inspiratrice de Lady Susan. De fait, certaines phrases de la correspondance d'Eliza, où elle décrit à Phylly Walter son flirt avec Henry Austen, pourraient être directement tirées du roman de Jane Austen (lettre de juillet 1797 à Philadelphia Walter), d'autant qu'un flirt a lieu également à cette même période entre James Austen et Eliza de Feuillide.

### Amour du théâtre

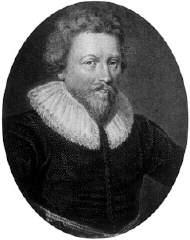
Portrait de John Fletcher, auteur de The Chances, une comédie jouée par Eliza Hancock.

La correspondance d'Eliza avec Philadelphia Walter lors des représentations théâtrales (theatricals) à Steventon en 1787 sont également sans doute à l'origine des theatricals qui occupent une place si importante dans Mansfield Park. Elle y incite sa cousine à venir à Steventon pour jouer dans deux pièces, Which is the Man et Bon Ton. Philadelphia Walter refuse d'aller jouer dans ces représentations privées, peut-être parce qu'elle désapprouve le comportement d'Eliza, car elle conserve d'une visite qu'elle lui rend deux mois auparavant le souvenir d'« une vie dissipée qui m'a mis [...] dans l'esprit que chaque femme est au fond d'elle-même une dévergondée » (a dissipated life that [...] put me in mind that every woman is at heart a rake).

### Amour pour sa mère et son fils
Cependant, la personnalité d'Eliza de Feuillide est plus complexe qu'il n'y paraît. Si elle aime se montrer, si la vie mondaine a pour elle un attrait évident, elle est aussi très attachée aux siens.
La miniature de sa mère, son refus de s'avouer la maladie de son fils Hastings...

## Correspondance
On possède encore aujourd'hui 46 des lettres d'Eliza Hancock. Parmi celles-ci, 36 sont adressées à sa cousine Philly Walter, six à son chargé d'affaires, M. Woodman, et quatre à son parrain, Warren Hastings.
Les lettres à M. Woodman et à Warren Hastings ont été acquises en 1872 par le British Museum, et font aujourd'hui partie des collections de la British Library.
De leur côté, les lettres d'Eliza Hancock à Philly Walter ont été conservées et numérotées avec méthode par celle-ci. Cette collection de lettres a été transmise ensuite, d'abord à Anna Maria Philadelphia Walter, la nièce de Philly Walter, morte sans enfant, puis successivement jusqu'à un arrière-petit-fils de la mère de cette nièce, John Charles Guy Nicholson (1861-1925).
À cette époque, et même si l'existence d'Eliza Hancock était connu de James Edward Austen Leigh puisqu'il la mentionne dans A Memoir of Jane Austen, publié en 1870, la famille Austen Leigh ignore alors tout de l'existence de ces lettres. Ce n'est qu'au XXe siècle que l'acquisition par le British Museum des lettres d'Eliza Hancock à Warren Hastings permet indirectement à la famille d'apprendre l'existence des lettres à Philly Walter en possession de M. Nicholson ; plus tard, celui-ci en offre la quasi-totalité à Richard Arthur Austen Leigh, ce qui conduit à une publication partielle en 1942.
Enfin, des lettres d'Eliza de Feuillide à son mari, resté en France, ont été conservées en Guyenne jusqu'aux alentours de 1870, date à laquelle elles sont passées aux mains d'un historien local, le chanoine Ducroc, qui les a exploitées pour écrire un article sur la famille Capot de Feuillide. On n'a pu depuis retrouver trace de ces lettres, dont on suppose qu'elles ont pu être conservées à Cazaubon ou à Agen.
Écrites presque sans aucun paragraphe ni ponctuation à l'exception des virgules, fréquemment agrémentées des majuscules usuelles à l'époque, les lettres d'Eliza Hancock témoignent de la qualité de son instruction tant l'écriture, petite et serrée, en est remarquablement belle, lisible et régulière.

### Lettres à Philly Walter
Grâce au classement soigneux de Philly Walter, elles constituent l'essentiel de la correspondance conservée aujourd'hui d'Eliza Hancock. Au début de la série, seules les huit premières manquent, la première que l'on connaisse étant celle adressée à « Mademoiselle Walter » et titrée « A Paris le 16 May 1780 » [sic].

#### Sujets traités
Les nouvelles familiales, la mode, les fêtes en l'honneur du Dauphin... Description des us et coutumes des Français : bals, coiffures, activités à Paris toute l'année... La mode a la Malborough, le nouvel opéra dans les « Thuileyries » accueillant sur scène quelque 500 chevaux... La mère du Comte qu'il faut aller voir en « Guienne », la visite en 1783 des Austen chez les Walter avec Francis et Henry... En 1783-1784, les frères Montgolfier (lettre hélas perdue) et l'ascension de Blanchard.
Les adaptations de Shakespeare en français, The Spanish Barber et Le Mariage de Figaro... Le retour de Warren Hastings en Angleterre en 1785, les travaux d'assèchement entrepris par le comte de Feuillide sur 4000 ou 5000 acres, les eaux de Bagnères avec le plus beau paysage du monde (avec les Pyrénées). Auditions du jugement de Warren Hastings (1788-1795).
Elle explique à Philly Walter qu'elle ressent beaucoup d'estime et de respect pour son mari, mais que l'amour ne fait pas partie des sentiments qu'elle éprouve pour lui, alors que lui est passionnément épris d'elle.

#### Style
Le style de la comtesse de Feuillide est très apprêté, très orné, comme le montre son annonce du retour de Warren Hastings en Angleterre, en 1785 :

« La rumeur publique a dû vous apprendre bien avant cette [lettre] l'arrivée de M. Hastings en Angleterre, un évènement qui comble de satisfaction ses amis, c'est-à-dire un grand nombre de gens, car quelle personne, qui ne serait ni aveuglée par l'intérêt ni prévenue par un esprit partisan, pourrait refuser estime et admiration à un personnage qui est trop l'ornement de l'époque actuelle pour ne pas être consigné dans les annales de celles qui suivront. »
« The Public News must long ere this have acquainted You with Mr. Hastings's arrival in England, a circumstance which gives great Satisfaction to his Friends, that is to say to a very extensive circle, for who that is neither blinded by interest nor biassed by Party can possibily refuse Esteem & Admiration to a character too much the ornament of the present Age not to be consigned in the Records of succeeding ones
. »

Dans cette même lettre, très travaillée, elle déclare son peu d'adhésion à la religion et à la vie conventuelle, dont elle dit qu'elle ne convient qu'à une personne sur mille, « une heureuse créature à qui pourrait s'appliquer [l]es vers charmants » d'Alexander Pope, dans son poème Eloisa to Abelard, « How happy is the blameless Vestals lot / The World forgetting by the World forgot / Eternal Sunshine of the Spotless Mind / Each Payer accepted, & each Wish resign'd... »,.

## Eliza dans l'œuvre de Jane Austen

### Dans lesJuvenilia
Eliza apparaît dans les Juvenilia de Jane Austen :
Love and Freindship
Love and Freindship est dédicacé ainsi :

« To Madame la Comtesse de Feuillide this novel is inscribed by her obliged humble servant The Author. »
« À Madame la comtesse de Feuillide, ce roman est dédicacé par son humble et obligée servante, L'Auteur. »

Laura y écrit à Marianne, « la fille de son amie la plus intime », Isobel, comtesse de Feuillide. Son vocabulaire s'émaille parfois de quelques mots de français, et elle fait précéder sa signature de « Adeiu » (sic).
Henry and Eliza
On admet généralement que c'est bien Eliza de Feuillide qui est ici représentée, et que Henry n'est nul autre que le frère de Jane Austen. Allusion directe, par conséquent, au flirt qui les réunit dans la vraie vie.

### Lady Susan
En 1929, Mlle C. L. Thomson, comme indiqué par ailleurs, a vu dans Eliza de Feuillide l'inspiratrice de Lady Susan (Lady Susan), charmeuse, séduisante au plus haut point, mais calculatrice. La cour à laquelle se livre Henry Austen envers Eliza de Feuillide est, selon son analyse, à l'origine de celle que mène Reginald de Courcy envers Lady Susan. Quant à Mme Vernon, son rôle de sœur observant les évènements d'un œil désapprobateur est précisément celui de Jane Austen dans la vie réelle.

### Dans les romans de la maturité
Sense and SensibilityPlus tard, Sense and Sensibility met en scène deux Eliza, peut-être inspirées par Eliza de Feuillide.
Mansfield ParkD'autre part, il est souvent avancé que Eliza, avec son talent pour le théâtre, sa vivacité, et sa tendance au flirt, est le modèle de Mary Crawford dans Mansfield Park ; comme elle, Eliza a appris à monter à cheval, comme elle, elle joue de la harpe. Comme elle aussi, elle émaille sa conversation d'expressions françaises et aime la vie londonienne. Et tout comme Mary Crawford critique la carrière ecclésiastique à laquelle Edmund Bertram se destine, Eliza de Feuillide désapprouve James et Henry Austen qui veulent l'embrasser ; ce n'est d'ailleurs qu'après la mort de sa femme qu'Henry entrera dans les ordres. Enfin, les représentations théâtrales si centrales dans Mansfield Park, et les liens amoureux qui s'y tissent sont l'écho des représentations privées qui se déroulent à Steventon en 1787-1788.

## Eliza de Feuillide dans la culture populaire
Eliza de Feuillide est l'un des personnages du film de Julian Jarrold sorti en 2007, Becoming Jane, qui présente une version romancée de la vie de Jane Austen. Le rôle est interprété par Lucy Cohu.